# Autopista Régis Bittencourt
A Autopista Régis Bittencourt é uma concessionária de rodovias brasileira fundada em 2008, responsável pela gestão de 402,6 quilômetros da rodovia Régis Bittencourt (BR-116), que liga as cidades de São Paulo (SP) e Curitiba (PR). Seu controle acionário pertence a Arteris.
A concessão para administrar e conservar a Régis Bittencourt por 25 anos foi obtida em leilão realizado em 9 de outubro de 2007. O contrato de concessão foi assinado em 14 de fevereiro de 2008 e prevê investimentos de R$ 3,9 bilhões e a responsabilidade pela administração, manutenção, recuperação e outras melhorias na BR-116 entre as cidades de São Paulo (SP) e Curitiba (PR).

## Cidades abrangidas
O percurso do trecho sob concessão compreende 16 municípios localizados no Paraná e São Paulo. São eles:
No Estado de  São Paulo:
- Embu das Artes
- Itapecerica da Serra
- São Lourenço da Serra
- Juquitiba
- Miracatu
- Juquiá
- Registro
- Pariquera-Açu
- Jacupiranga
- Cajati
- Barra do Turvo

No Estado do  Paraná:
- Campina Grande do Sul
- Quatro Barras
- Antonina
- Colombo
- Curitiba

## Praças de pedágio
São seis as praças de pedágio ao longo do trecho concedido à Autopista Régis Bittencourt. Elas estão situadas nos seguintes pontos:
| Pedágio | km  | UF | Localidade/Município  | Sentido      |
| ------- | --- | -- | --------------------- | ------------ |
| 1       | 299 | SP | São Lourenço da Serra | Bidirecional |
| 2       | 370 | SP | Miracatu              | Bidirecional |
| 3       | 426 | SP | Juquiá                | Bidirecional |
| 4       | 485 | SP | Cajati                | Bidirecional |
| 5       | 542 | SP | Barra do Turvo        | Bidirecional |
| 6       | 057 | PR | Campina Grande do Sul | Bidirecional |

## Tarifas do pedágio
Atualmente os  valores das tarifas são:
- Automóvel, caminhonete, furgão (2 eixos e rodagem simples): R$ 4,00
- Caminhão leve, ônibus, caminhão trator e furgão (2 eixos e rodagem dupla): R$ 8,00
- Automóvel com Semirreboque e caminhonete com semi-reboque (3 eixos e rodagem simples): R$ 6,00
- Caminhão, caminhão-trator, caminhão-trator com Semirreboque e ônibus (3 eixos e rodagem dupla): R$ 12,00
- Automóvel com reboque e caminhonete com reboque (4 eixos e rodagem simples): R$ 8,00
- Caminhão com reboque e caminhão trator com semirreboque (4 eixos e rodagem dupla): R$ 16,00
- Caminhão com reboque e caminhão trator com semirreboque (5 eixos e rodagem dupla): R$ 20,00
- Caminhão com reboque e caminhão trator com semirreboque (6 eixos e rodagem dupla): R$ 24,00
- Motocicleta, motoneta e bicicleta a motor: R$ 2,00

*Tarifas atualizadas em 31 de janeiro de 2024
https://www.arteris.com.br/fique-por-dentro/noticias-e-releases/arteris-regis-bittencourt-tem-nova-tarifa-de-pedagio-a-partir-desta-quarta-feira-dia-31/